# Joseph Gilbert Manning

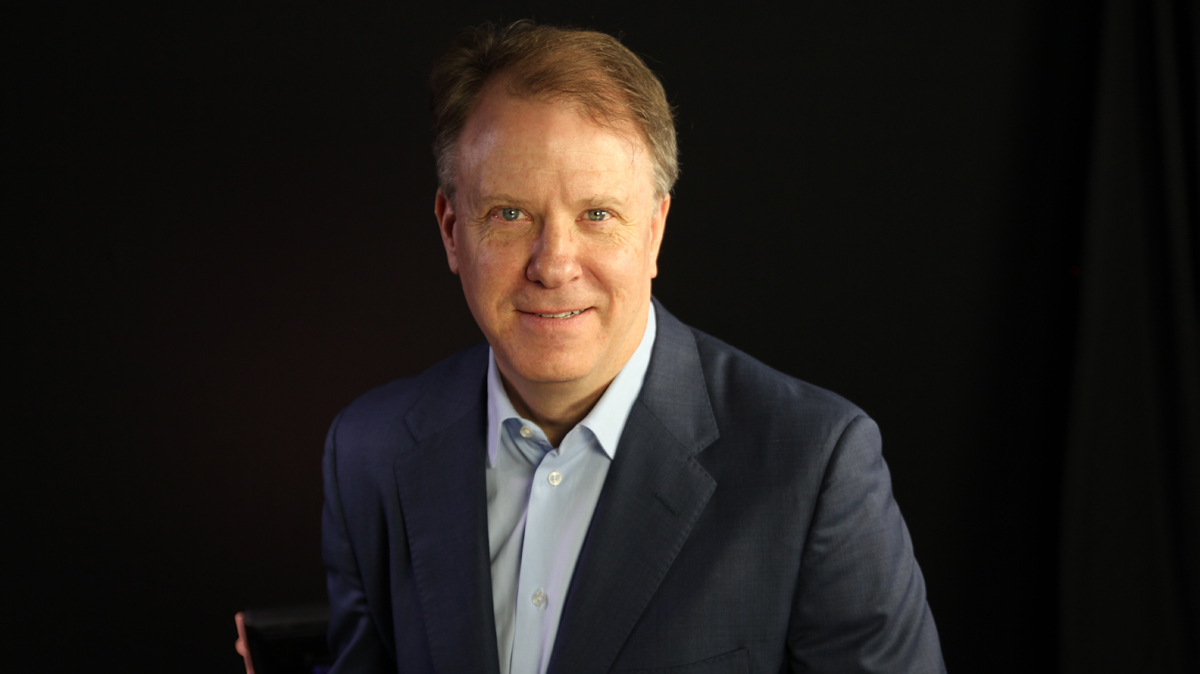
Joseph Gilbert Manning

Joseph Gilbert Manning (* Mai 1959) ist ein US-amerikanischer Althistoriker.

## Leben
Er wuchs in Western Springs auf. Er besuchte die Benet Academy. Er erhielt seinen B.A. von der Ohio State University (1981) und seinem M.A. (1985) und Ph.D. (1992) von der University of Chicago. Bevor er nach Yale kam, unterrichtete Manning 12 Jahre an der Stanford University und zwei Jahre an der Princeton University. Von 1995 bis 1996 war er Solmsen-Stipendiat am Institute for Research in the Humanities der University of Wisconsin–Madison. Er lehrt als Professor für Geschichte an der Yale University.
Er ist Spezialist für die Geschichte des Mittelmeerraums im hellenistischen Zeitalter mit besonderem Schwerpunkt auf der Rechts- und Wirtschaftsgeschichte des ptolemäischen Ägyptens.

## Schriften (Auswahl)
- The Hauswaldt papyri. A third century B.C. family dossier from Edfu. Transcription, translation and commentary (= Demotische Studien. Band 12). Zauzich, Sommerhausen 1997, ISBN 3-924151-05-9.
- Land and power in Ptolemaic Egypt. The structure of land tenure. Cambridge University Press, Cambridge 2003, ISBN 0-521-81924-5.
- The last pharaohs. Egypt under the Ptolemies, 305–30 BC. Princeton University Press, Princeton 2012, ISBN 978-0-691-15638-5.
- The Open Sea. The economic life of the ancient mediterranean world from the iron age to the rise of Rome. Princeton University Press, Princeton 2018, ISBN 978-0-691-15174-8.